# 鍋島 (山口県)
鍋島（なべしま）は、山口県宇部市にあった島。宇部市に属する唯一の島だったが、山口宇部空港の滑走路延伸工事のため、埋め立てられて消滅した。

## 地理・地勢
宇部市亀浦の海岸から沖合300mにある小さな無人島で、周囲の海は浅く干潮時には歩いて渡れた。島の中央部はクロマツなどの樹木に覆われていた。
鍋島は周防国、長門国の国境に位置していた。周辺に似たような島がないことから航海上の目印となり、島には住吉社と厳島社を合祀した祠があって周辺漁民の信仰対象になっていた。
1999年（平成11年）12月に山口宇部空港の滑走路延伸工事による埋め立てで消滅した。島の祠は床波漁港沖に移された。また島が消滅する際、同空港敷地内の調整池に実物の1/2の大きさのミニ鍋島が造成され、鍋島の岩や松などが移された。また、宇部市内のときわ公園内の常盤神社境内にも1/30スケールのミニ鍋島があり、島の松などが移植されている。

## 歴史
- 1842年（天保13年）刊行の『防長風土注進案』には鍋島の説明として、「床波黒崎より西南六丁程沖に有之、惣廻り九十間程人家無之松立少し有之候事」とある。
- 1996年7月1日 山口宇部空港の滑走路延伸工事起工。
- 1999年12月 埋め立てにより消滅。
- 2001年3月24日 新滑走路完成。